# Тирнштейн, Роберт Юльевич
Тирнштейн Роберт Юльевич (1841—1896) — инженер-кораблестроитель, старший судостроитель Николаевского порта, при отставке — инспектор кораблестроения, переименованный в действительные статские советники.

## Биография
Роберт Юльевич Тирнштейн родился 14 октября 1841 года в Кронштадте в семье кораблестроителя Юлия Карловича Тирнштейна. Пошёл по стопам отца и поступил в 1857 году в Инженерное и артиллерийское училище Морского ведомства.
В 1861 году, после окончания училища, произведён в кондукто́ры Корпуса корабельных инженеров и направлен в Новое Адмиралтейство. Младшим судостроителем принимал участие в строительстве 7-пушечного винтового клипера «Изумруд» и 22-пушечного броненосного фрегата «Петропавловск».
В мае 1864 года прапорщик Роберт Тирнштейн приказом по Морскому ведомству был переведён в Сибирскую флотилию «исправлять должность старшего корабельного инженера при Николаевском порте». В город Николаевск-на-Амуре Роберт отправился в конце июня с молодой женой-смолянкой Елизаветой Николаевной (урождённой Носовой). В начале октября прибыл в Николаевск-на Амуре и приступил к службе.
Одиннадцать лет Тирнштейн служил в Николаевском-на-Амуре порту, где производил исправление судов Сибирской флотилии, заведовал строительными работами в Николаевске, а также ремонтными работами казённых строений в порте. Был также командирован в экспедицию по рекам Амур и Уссури с целью закупки леса для Николаевского порта. В заливе Де Кастри (ныне Залив Чихачёва) Японского моря провёл исправление мекленбургской шхуны «Альберт Юрс».
В мае 1875 года Приказом по флоту Роберт Тирнштейн был уволен с действительной службы для работы на коммерческих судах в «Товарищество Амурского пароходства» инженером-строителем. Руководил работами по созданию пристаней в Хабаровске и Благовещенске (тогда ещё — без статуса города), одновременно вёл ремонтные и судостроительные работы «Товарищества», в том числе — строил пароходы «Ермак» и «Муравьев-Амурский» на верфи «Товарищества» в г. Николаевск-на-Амуре. Отдал 19 лет службе на Дальнем Востоке.
В декабре 1883 года Роберт Юльевич был вновь зачислен на действительную военную службу с прикомандированием к конторе Николаевского порта Черноморского флота младшим судостроителем, и семья Тирнштейнов покинула Дальний Восток.
В течение 12 лет Роберт Юльевич служил в Николаеве, ремонтируя и строя суда. За эти годы под его руководством были отремонтированы знаменитые «поповки» — броненосцы береговой обороны «Вице-адмирал Попов» и «Новгород», крейсера «Память Меркурия» и «Казарский», клипер «Забияка», корветы «Воин» и «Сокол», шхуны «Пендераклия», «Гонец», «Казбек», «Пицунда» и «Редут-Кале», пароходы «Прут», «Эриклик», «Сулин» и «Сестрица», а также многие миноносцы, построены некоторые паровые суда и плавучие средства. Под руководством Р. Тирнштейн строились маяки для Чёрного и Азовского морей (в частности, стальной корпус для Тузлинского маяка). Самой крупной самостоятельной постройкой был минный крейсер «Капитан Сакен» (1886).
С февраля 1888 года Р. Ю. Тирнштейн временно исправлял должность главного корабельного инженера Николаевского порта, в апреле 1890 года произведён в старшие судостроители Николаевского порта.
В 1895 году Р. Ю. Тирнштейн вышел в отставку по болезни в звании инспектора кораблестроения (соответствовало чину контр-адмирала), «переименованный в действительные статские советники». Он строил и ремонтировал корабли Российского флота в течение 35 лет, без единого отпуска.
Умер и похоронен в г. Николаеве 28 марта 1896 года.

## Семья
- Отец — Тирнштейн, Юлий Карлович (1814—1862) — инженер-кораблестроитель, старший судостроитель Санкт-Петербургского порта, строитель первого гидравлического плавучего составного дока в России (1860 г.).
- Мать — Генриетта Карловна (фон) Миллер, сестра Фёдора Миллера, однокашника Ю. К. Тирнштейна по училищу.
- Брат — Тирнштейн Владимир Юльевич (1844—1866) — инженер-судостроитель флота, в 1864 году окончил Инженерное и артиллерийское училище морского ведомства, трагически погиб.
- Жена — Тирнштейн Елизавета Николаевна (урождённая Носова), смолянка 30-го выпуска (1862).

Роберт и Елизавета Тирнштейны имели пять сыновей, двое из них умерли в раннем возрасте.
- Сын — Тирнштейн, Константин Робертович (1869—1942) — инженер-механик флота, кораблестроитель, капитан 1 ранга, в эмиграции с февраля 1920 года. Жена — Юлия Тирнштейн (урожд. Маркелова) (1865—1937). Дочери — Ольга, Елизавета, Екатерина и Татьяна.
- Сын — Тирнштейн Николай Робертович (1872—1938) — капитан 58 пехотного Прагского полка, участник Русско-японской и Первой мировой войн, в эмиграции с февраля 1920 года. Жена — Мария Ивановна Тирнштейн (урожд. Михайлова) — (1874—1955). Дети: дочь — Татьяна; сыновья — Константин, Борис, Павел.
- Сын — Тирнштейн Фёдор Робертович (1876—1941). Жена — Ольга Петровна (урожд. Майорова). Дочери — Нина, Людмила и Ирина. Все остались в г. Николаеве.
  - Внучка — Ольга Константиновна (1895-?) — работала медицинской сестрой в севастопольском госпитале. Умерла от тифа.
  - Внучка — Елизавета Константиновна (1897-?).
  - Внучка — Екатерина Константиновна (1898—1983).
  - Внучка — Татьяна Константиновна (1903—1994).
  - Внучка — Татьяна Николаевна (1899-?).
  - Внучка — Нина Фёдоровна (1905—1990).
  - Внучка — Людмила Фёдоровна (1906—1992).
  - Внучка — Ирина Фёдоровна (1912—2006).
  - Внук — Тирнштейн Константин Николаевич (1904—1941), майор Красной армии, руководитель тактики Ленинградского стрелково-пулемётного училища (ЦА МО РФ).
  - Внук — Тирнштейн Борис Николаевич (1906-?).
  - Внук — Тирнштейн Павел Николаевич (1908—1991), в 1920 году эмигрировал с родителями в Константинополь, затем в Тунис. На стройках в Бен-Аркубе руководил работами по добыче камня. В 1939 переехал с женой в Алжир, в 1948 году вернулся в Тунис, затем переехал во Францию. С 1956 обосновался в Ницце, где и умер в 1991 году. Был женат на Зинаиде Ивановне Тирнштейн (урожден. Шадриной) (1913—2012).
    - Праправнучка — Кузнецова Камилла Эдуардовна — внучка Фёдора Робертовича — историограф семьи Тирнштейнов.